# (13614) 1994 VF2
1994 في أف 2 (ويعرف أيضًا باسم (13614) 1994 في أف 2 وفق تسمية الكوكب الصغير) (بالإنجليزية: 1994 VF2)‏ هو كويكب ضمن حزام الكويكبات؛ وترتيبه 13614 من حيث الاكتشاف.
اكتُشف هذا الجُرم الفلكي بواسطة Satoru Otomo ‏ في 8 نوفمبر 1994.

## وصلات خارجية
- (13614) 1994 VF2 في قاعدة بيانات مختبر الدفع النفاث لأجرام النظام الشمسي الصغيرة

- الاكتشاف · مخطط المدار ·  العناصر المدارية · المعلمات المادية

- (13614) 1994 VF2 على موقع ويكي سكاي: DSS2, SDSS, GALEX, IRAS, Hydrogen α, X-Ray, Astrophoto, Sky Map, Articles and images